# Крюковская (Харовский район)
Крюковская — деревня в Харовском районе Вологодской области.
Входит в состав Кумзерского сельского поселения, с точки зрения административно-территориального деления — в Кумзерский сельсовет.
Расстояние по автодороге до районного центра Харовска — 52 км, до центра муниципального образования Кумзера — 3 км. Ближайшие населённые пункты — Анфалиха, Терениха, Жуковская.
По переписи 2002 года население — 2 человека.